# Banaran (Gemawang)
Banaran is een bestuurslaag in het regentschap Temanggung van de provincie Midden-Java, Indonesië. Banaran telt 2831 inwoners (volkstelling 2010).